# Triatlón en los Juegos del Pacífico 2019
El Triatlón en los Juegos del Pacífico 2019 se llevó a cabo el 19 y 20 de julio en el Sogi Recreational Park en Apia, Samoa junto al evento de acuatlón.

## Resultados

### Acuatlón
| Evento       | Oro                                                                                | Oro     | Plata                                                         | Plata   | Bronce                                    | Bronce  |
| ------------ | ---------------------------------------------------------------------------------- | ------- | ------------------------------------------------------------- | ------- | ----------------------------------------- | ------- |
| Masculino    | Benjamin Zorgnotti Polinesia Francesa                                              | 27:47   | Benoit Riviere Nueva Caledonia                                | 28:11   | Julien Lopez Nueva Caledonia              | 28:18   |
| Femenino     | Salome De Barthez De Marmorieres Polinesia Francesa                                | 30:33   | Benedicte Meunier Nueva Caledonia                             | 31:13   | Charlotte Robin Nueva Caledonia           | 32:09   |
| Equipo Mixto | Polinesia Francesa Benjamin Zorgnotti Cedric Wane Salome De Barthez De Marmorieres | 1:26:39 | Nueva Caledonia Benoit Riviere Julien Lopez Benedicte Meunier | 1:27:42 | Fiyi Rhys Cheer Petero Monoa Sadie Pattie | 1:48:18 |

### Triatlón
| Evento       | Oro                                                                                           | Oro     | Plata                                                             | Plata   | Bronce                                                  | Bronce  |
| ------------ | --------------------------------------------------------------------------------------------- | ------- | ----------------------------------------------------------------- | ------- | ------------------------------------------------------- | ------- |
| Masculino    | Banjamin Zorgnotti Polinesia Francesa                                                         | 57:30   | Raphael Armour-Lazzari Polinesia Francesa                         | 58:26   | Patrick Vernay Nueva Caledonia                          | 58:48   |
| Femenino     | Charlotte Robin Nueva Caledonia                                                               | 1:05:07 | Salome De Barthez De Marmorieres Polinesia Francesa               | 1:06:48 | Nathalie Viratelle Nueva Caledonia                      | 1:08:05 |
| Equipo Mixto | Polinesia Francesa Benjamin Zorgnotti Raphael Armour-Lazzari Salome De Barthez De Marmorieres | 3:02:44 | Nueva Caledonia Patrick Vernay Mathieu Szalamacha Charlotte Robin | 3:05:54 | Samoa Darren Young Molioo Teofilo Sosefina Sooamalelagi | 3:50:16 |

## Medallero
| # | País               | Medalla de oro | Medalla de plata | Medalla de bronce | Total |
| - | ------------------ | -------------- | ---------------- | ----------------- | ----- |
| 1 | Polinesia Francesa | 5              | 2                | 0                 | 7     |
| 2 | Nueva Caledonia    | 1              | 4                | 4                 | 9     |
| 3 | Fiyi               | 0              | 0                | 1                 | 1     |
| 3 | Samoa              | 0              | 0                | 1                 | 1     |